# Operação Abirey-Halev

Operação Abirey-Halev ou Operação Abirey-lev, codinome Operação Gazela (em hebraico:  מבצע אבירי לבמבצע אבירי לב, em árabe: ثغرة الدفرسوار), foi uma operação israelense,  no Canal de Suez entre15 e 23 de outubro de 1973, durante a Guerra do Yom Kipur.